# Rüdiger Abramczik
Rüdiger Abramczik (18 de febrer de 1956) és un exfutbolista alemany de la dècada de 1970 i entrenador.
Fou 19 cops internacional amb la selecció alemanya amb la qual participà en la Copa del Món de futbol de 1978.
Pel que fa a clubs, defensà els colors de FC Schalke 04, Borussia Dortmund, 1. FC Nürnberg i Galatasaray S.K., entre d'altres.
Un cop retirat ha estat entrenador a clubs com Antalyaspor.